# Lake Wilson, Minnesota
Lake Wilson là một thành phố thuộc quận Murray, tiểu bang Minnesota, Hoa Kỳ. Năm 2010, dân số của thành phố này là 251 người.

## Dân số
- Dân số năm 2000: 270 người.
- Dân số năm 2010: 251 người.